# بازاره قارناس
بازاره قارناس، روستایی در دهستان اترک بخش مرکزی شهرستان مانه در استان خراسان شمالی ایران است. این روستا، مرکز دهستان اترک است.
از افراد بنام این روستا میتوان کدخدا علیخان طاهری ، کربلایی حسین رمضانی مطلق، حاج غلامحسین وحدانی، حاج قربان طاهری، غلامحسن فلاح را نام برد که همگی به رحمت خدا رفته اند و اکنون روستا توسط شورای روستا اداره میگردد.
محصولات مهم کشاورزی روستا میتوان به پنبه ، گندم و برنج اشاره کرد.
گفتنی است زبان مردم روستا کردی با گویش کرمانجی بوده و برخی از خانواده ها با فرزندان خود فارسی صحبت می کنند.
روستای بازاره قارناس دارای مدرسه ابتدایی و راهنمایی و امامزاده ، مسجد و دو حسینیه میباشد که مراسم ماه محرم و عاشورا و تاسوعا در آنها برگزار میگردد.
همچنین این روستا دارای یه گود کشتی قدیمی بنام تپه سیزده میباشد که در گذشته مردم در روز سیزدهم فروردین در آنجا گردهم آمده و کشتی میگرفتند اما با سهل انگاری شورای روستا این گود کشتی مخروب و بلااستفاده گردیده است
در ابتدای روستا تپه باستانی تیش تپه قرار دارد که منظره زیبای روستا و زمین ها و باغ ها از بالای نمایان است و مکان مناسبی جهت بازدیدکنندگان میباشد
رودخانه معروف اترک از کنار روستا عبور کرده و آب مورد نیاز کشاورزی و باغداری روستا را تامین میکند.
فاصله روستا از شهر بجنورد حدودا ۴۵ کیلومتر و از شهر آشخانه حدودا ۳۰ کیلومتر میباشد و فاصله نزدیکی با سد خاکی زیبای شیرین دره دارد

## جمعیت
بر پایه سرشماری عمومی نفوس و مسکن در سال ۱۳۹۵، جمعیت این روستا برابر با ۹۰۶ نفر (۲۹۷ خانوار) بوده‌است.